# Arroyo Margarita
Der Arroyo Margarita ist ein Fluss in Uruguay.
Er entspringt wenige Kilometer östlich von Ismael Cortinas nahe der dort verlaufenden Ruta 23. Von dort fließt er auf dem Gebiet des Departamentos Flores in nordwestliche Richtung. Er mündet nördlich von Ismael Cortinas an der dort gelegenen Grenze zum Nachbardepartamento Soriano als rechtsseitiger Nebenfluss in den Arroyo Grande.